# Clematis sibirica
Espèce
Classification phylogénétique
Clematis sibirica est une espèce de plante vivace herbacée à port en touffe de la famille des Ranunculaceae. Elle est originaire de Sibérie. Cette plante est très rustique.

## Histoire

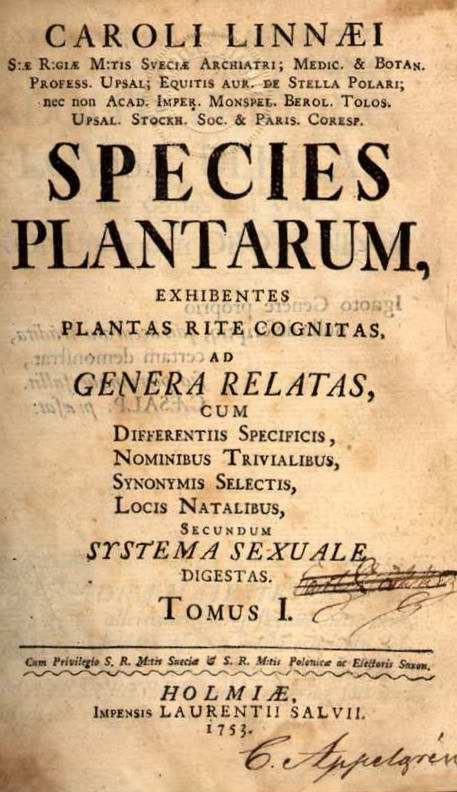
Species plantarum 002.

L'année 1753 semble être donnée comme l'année de mise en culture de cette variété de clematis, dans une parution de Philip Miller 'Figures of plants decribedin the gardeners dictionary, Vol II, page 284) de 1760 apparaît la phrase "Cette plante pousse naturellement dans la Tartarie, où elle a été découverte par le Dr Johann Georg Gmelin, qui a envoyé les graines au Jardin impérial à Saint-Pétersbourg, où elles ont réussi, et en 1753, j'ai été favorisé par une partie des semences en provenance de ce jardin, qui ont réussi à Chelsea.
Johann Georg Gmelin entreprit une expédition botanique en Sibérie de 1734-1742. Il est probable qu'il ait envoyé les graines au jardin impérial de Saint-Pétersbourg lors de ce voyage. Ce jardin impérial a probablement envoyé des plantes issues de cette semence en 1753 à Philip Miller.
Carl Von Linné, en 1753 décrit ce genre comme "Atragene sibirica" dans son ouvrage Species plantarum Vol.I Page 543 et fait la déclaration suivante "Flores paniculati, rubri, plénipotentiaires. Faciès Aquilegiae stellatae" ce qui veut dire "la fleur en panicule rouge double, apparaît comme l'Aquilegia stellata.
La fleur utilisée pour la description de cette variété par Linné est conservée à la Linnean Society of London dans l'herbier n°711.7.

## Description
Liane ligneuse et caduque. Feuilles biternées, composées de folioles elliptiques ovales à lancéolées (long : 2-7 cm, large : 1-3 cm), légèrement pubescentes, à la base arrondie à cunéiforme, à l'apex aigu ou acuminé, aux marges denticulées, au pétiole glabre (long : 3-6,5 cm). Fleurs solitaires et axillaires (diam : 30-60 mm), avec 4 sépales jaunes, blancs ou pourpres, oblongs (long : 22-45 mm), à l'ovaire pubescent. Achènes obovaux (long : 4-5 mm), pubescents, aux styles plumeux (long : 25-45 mm).